# Anne Sophie Soymonof
Anne Sophie Swetchine (née Sofia Petrovna Soymonova, em russo, Софья Петровна Свечина; 22 de novembro de 1782 - 1857), conhecida como Madame Swetchine, foi uma mística, missivista e escritora russa radicada na França.
Nasceu em uma família nobre, famosa por suas cartas e outros escritos. Organizou um salão literário influente, vivendo em Paris até sua morte.